# Santa Maria Maggiore (Monte Sant’Angelo)

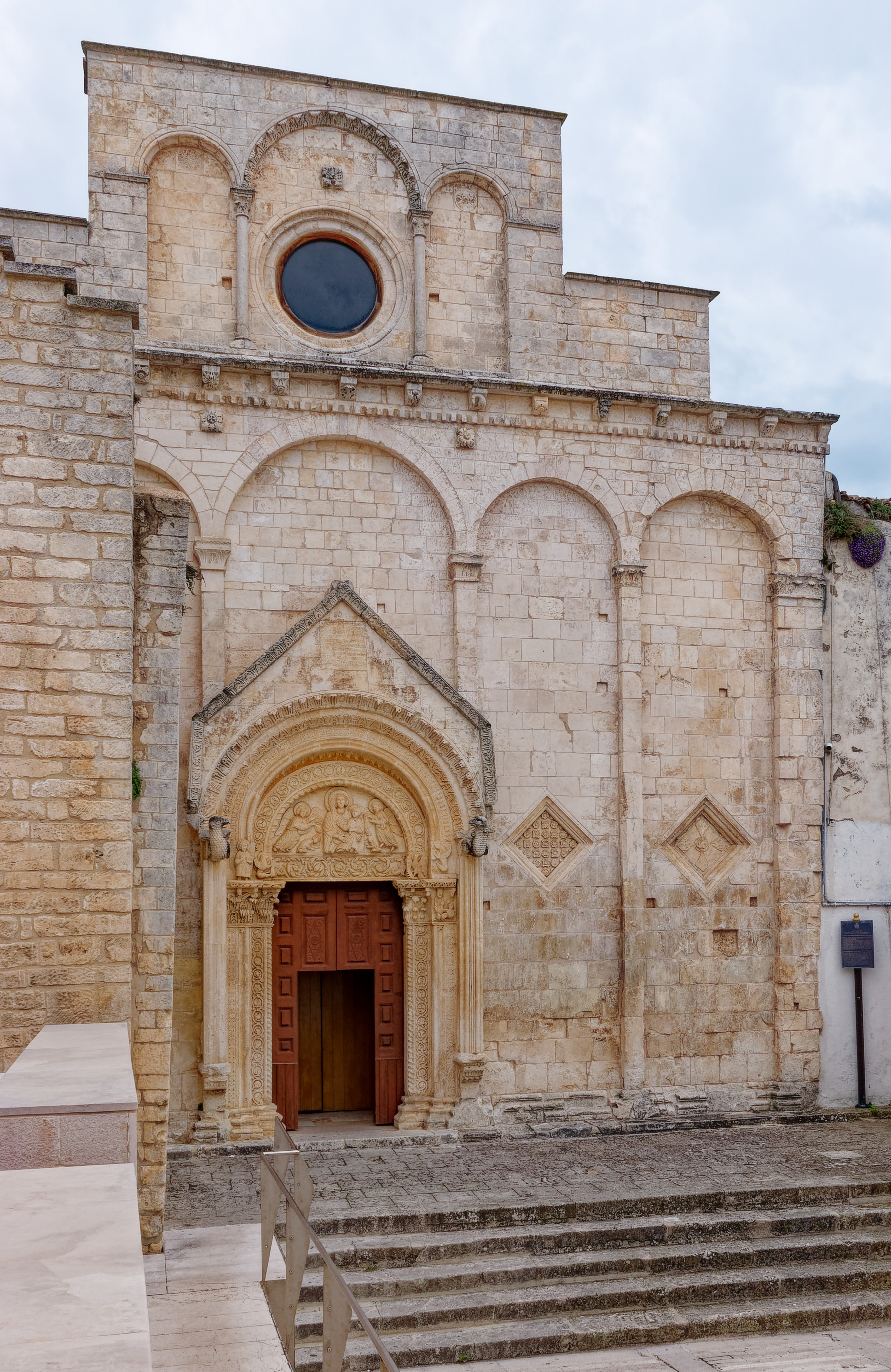
Fassade

Santa Maria Maggiore ist eine Kirche in der apulischen Stadt Monte Sant’Angelo. Sie stammt im Wesentlichen aus der zweiten Hälfte des 12. Jahrhunderts und gehört zu einem Baukomplex mit zwei anderen Gebäuden, deren Zusammenhang nicht geklärt ist. Bekannt ist sie für die Fassade und das Relief über dem Portal.

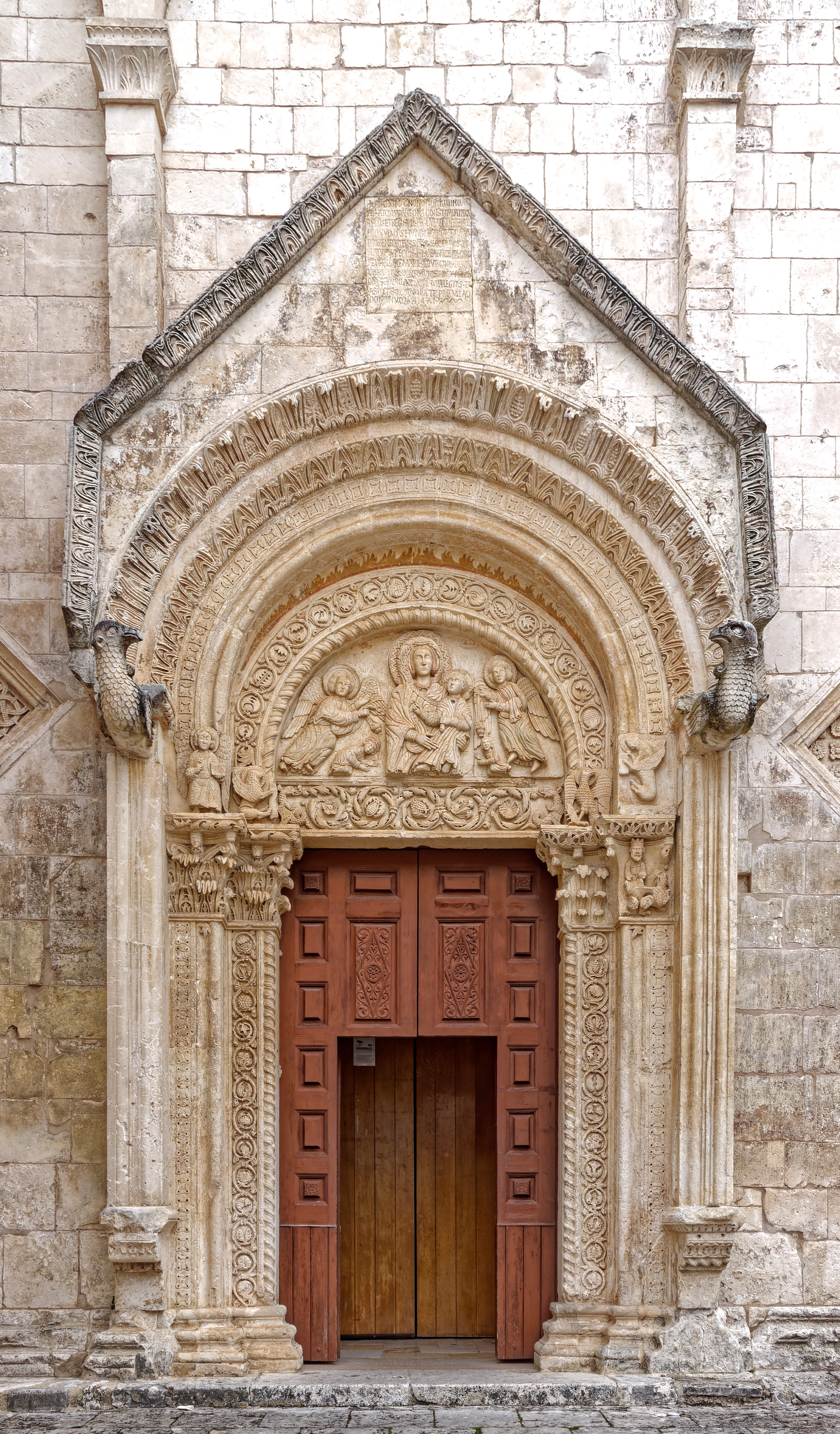
Das Portal.

## Lage, Zusammenhänge und Namensgebung

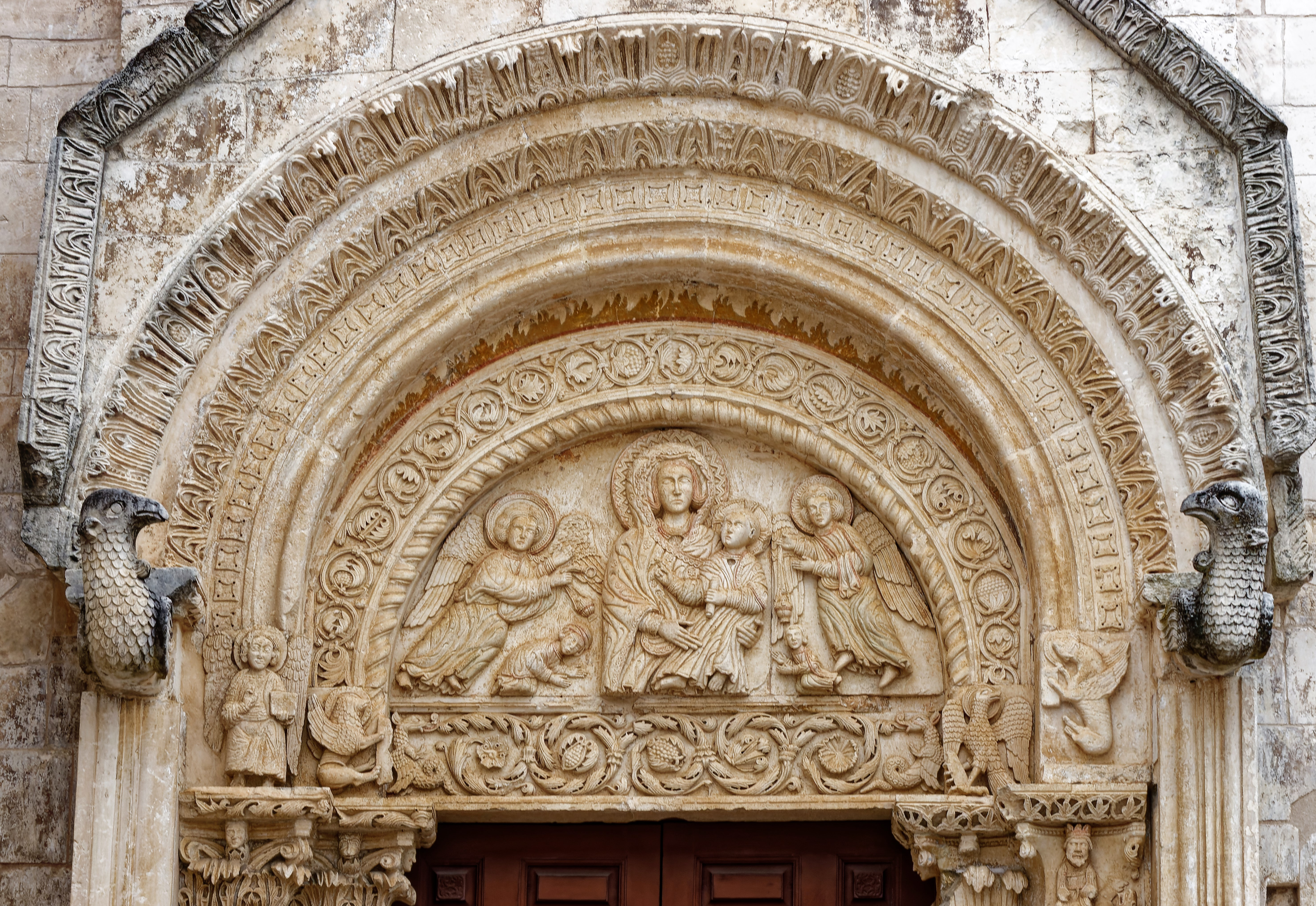
Das Tympynon über dem Potal.

Die Kirche liegt im historischen Zentrum der Stadt, fast unmittelbar neben der Tomba di Rotari. Zwischen diesen Mauerzügen inkorporiert ist die Apsis der ansonsten nicht mehr existenten Kirche San Pietro, die Apsis verdeckt einen Teil der linken Hälfte der Fassade von Santa Maria Maggiore. Über San Pietro ist so gut wie nichts bekannt, nur, dass die Kirche 1894 einstürzte und nicht wieder aufgebaut wurde. Dennoch müssen Zusammenhänge sowohl zwischen der Tomba di Rotari als auch San Pietro und Santa Maria Maggiore bestanden haben, so führt ein Gang von der Tomba di Rotari in einen Raum unter der ehemaligen Apsis von San Pietro. Warum beim Bau von San Pietro die Fassade von Santa Maria Maggiore verdeckt werden durfte, ist völlig unbekannt. Bislang wurde keine Erklärung für die Zusammenhänge gefunden. Ihr Patrozinium hat sie von der hl. Maria.

## Geschichte und Baugeschichte
Der heutige Bau hatte einen Vorgänger, möglicherweise aus dem 10. Jahrhundert. Errichtet wurde die jetzige Kirche etwa um 1170. Es gibt die Legende, dass der Bau von Konstanze von Aragón im Jahr 1196 gestiftet worden sein soll, allerdings wurden bislang keine belastbaren Nachweise gefunden. Denkbar erscheint, dass sich ihre Stiftung auf die Fassade bezog: sie musste nach einem Erdbeben 1198 erneuert werden, was zeitlich stimmig ist, als Schöpfer der Fassade wird ein Benedikt genannt. Die Fassade stammt noch aus der Romanik, das Innere der Kirche wurde später leicht verändert und ist frühgotisch.

## Fassade
Die Fassade ist zweigeschossig, im Untergeschoss fünfachsig und im Obergeschoss dreiachsig ausgeführt, die linke äußerste Achse wird durch die Apsis von San Pietro verdeckt. Sie wird von Pilastern unter Blendbogenarkaden gegliedert, von denen die mittlere Arkade höher und breiter ausfällt als die anderen drei sichtbaren. Der rechte Eckpilaster folgt im Kapitell einer vereinfachten Variante der korinthischen Ordnung. In die Mauern der Blendarkaden sind auf Höhe des Tympanons über dem Portal Rautenfenster eingefügt. Die ganze Konstruktion der Fassade ist verwandt mit anderen apulischen Kirchenfassaden, so beispielsweise mit der von Santa Maria di Siponto. Der Giebelaufbau mit dem eingelassenen Rundfenster selbst wirkt nicht sehr glücklich gearbeitet, er übernimmt zwar die Grundstruktur des Untergeschosses zwischen Säulchen anstelle der Pilaster, wurde aber in späteren Jahrhunderten merklich und dabei „entstellend“ verändert.
Das eigentliche Portal ist reich verziert. Der äußere der vier gestaffelten Archivolten sitzt auf Adlern auf, die anderen werden von üppig gearbeiteten doppelt gestaffelten Halbpfeilern mit Kapitellen abermals der Korinthischen Ordnung, hier aber im Bereich der Akanthusblätter sehr detailliert gearbeitet, gestützt. Das rechte äußere Kapitell enthält die Darstellung einer männlichen Figur mit einer Krone, möglicherweise soll sie König David abbilden, denkbar wäre auch der Gemahl der möglichen Stifterin Konstanze, Kaiser Heinrich VI. An den Archivoltenansätzen befinden sich die reliefierten Symbole bzw. Darstellungen der vier Evangelisten, von rechts nach links: der Stier für Lukas, der Adler mit Heiligenschein für Johannes, der geflügelte Löwe für Markus und der geflügelte Mensch für Matthäus.
Von besonderem Interesse ist das zentrale halbrunde Relief, das oberhalb des mit Blattwerk in rundlaufenden Girlanden geschmückten Architravs im Tympanon des Portals eingelassen ist. Es handelt sich um eine Darstellung Maria mit dem Jesuskind und zwei Engeln sowie zwei weitere Figuren. Die beiden Engel tragen jeweils ein kleines Turibulum. Unklar ist, wer die beiden kleineren Figuren sein sollen. Kunsthistorisch für möglich gehalten werden verschiedene Kombinationen, sowohl der Erbauer des Portals Benedikt und ein anderer Stifter oder Baumeister, aber auch eben jener Benedikt mit einer Darstellung des damals vierjährigen Friedrichs II. oder eben Konstanze und Heinrich VI.

## Inneres

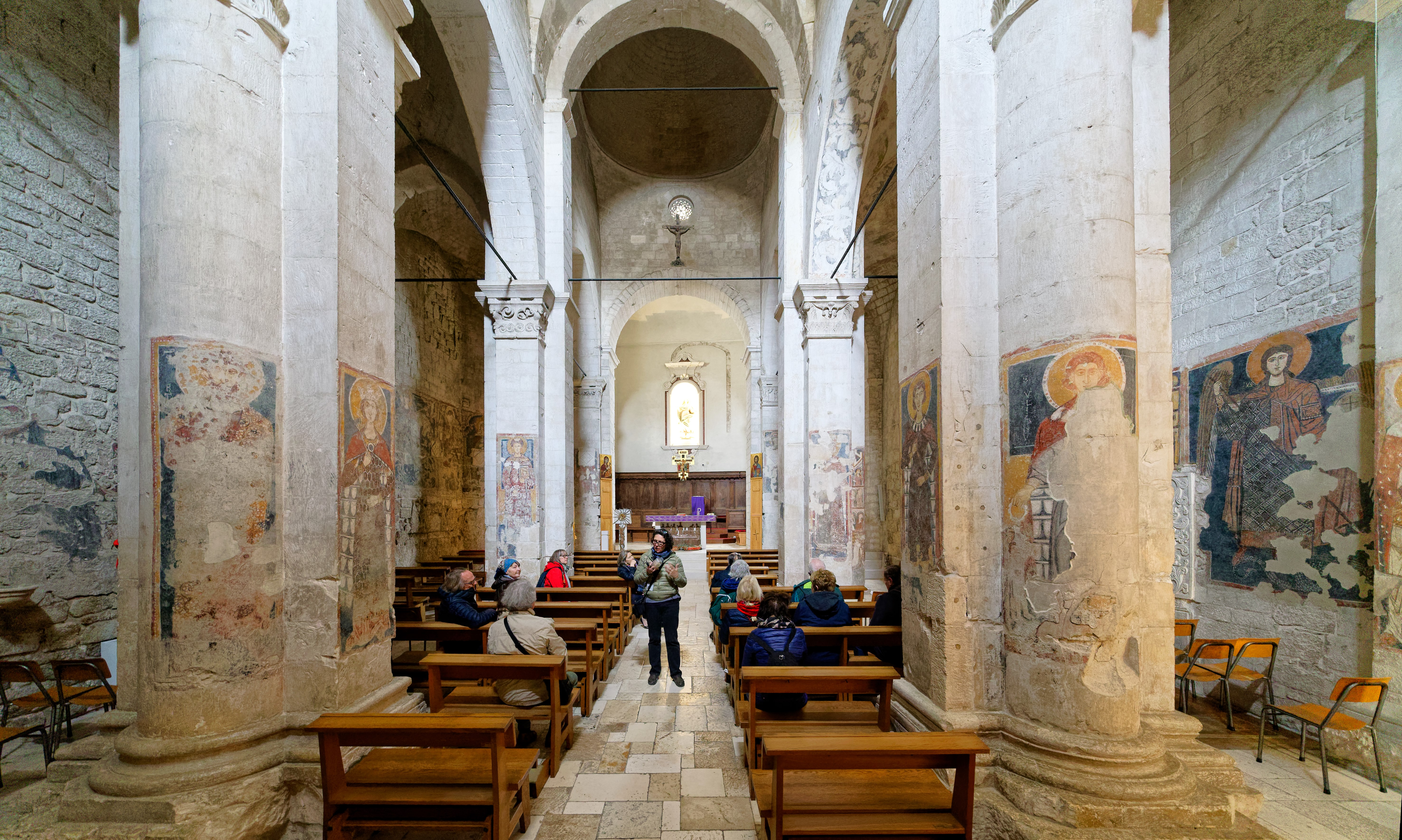
Der dreischiffige Innenraum.

Die Kirche ist im Inneren basilikal aufgebaut, sie verfügt also über drei Schiffe mit erhöhtem Mittelschiff. Kennzeichen der frühgotischen Veränderungen sind die spitzbögigen Arkaden- und Gurtbögen der Seitenschiffe. Diese werden getragen von Pfeilern, denen Halbsäulen und Pilaster vorangestellt sind. Die Kirche verfügt nur über drei Joche, im Verhältnis zu ihrer recht kurzen Länge sind die Seitenschiffe und das Mittelschiff sehr hoch ausgeführt. Im dritten Joch zum halb-sechseckigen Chor hin ist das Mittelschiff mit einer kleinen Kuppel mit kleinen Rundbogenfenstern überwölbt, ansonsten ist das Mittelschiff von einer Tonne mit kleinen Stichkappen gedeckt.

Bei Renovierungs- und Restaurierungsarbeiten in den 1950er- und 1960er-Jahren wurden zum Teil beachtliche Fresken aus dem 13. und dem 14. Jahrhundert gefunden, sowohl an den Pfeilern als auch an den Wänden.

Die Fresken in Santa Maria Maggiore
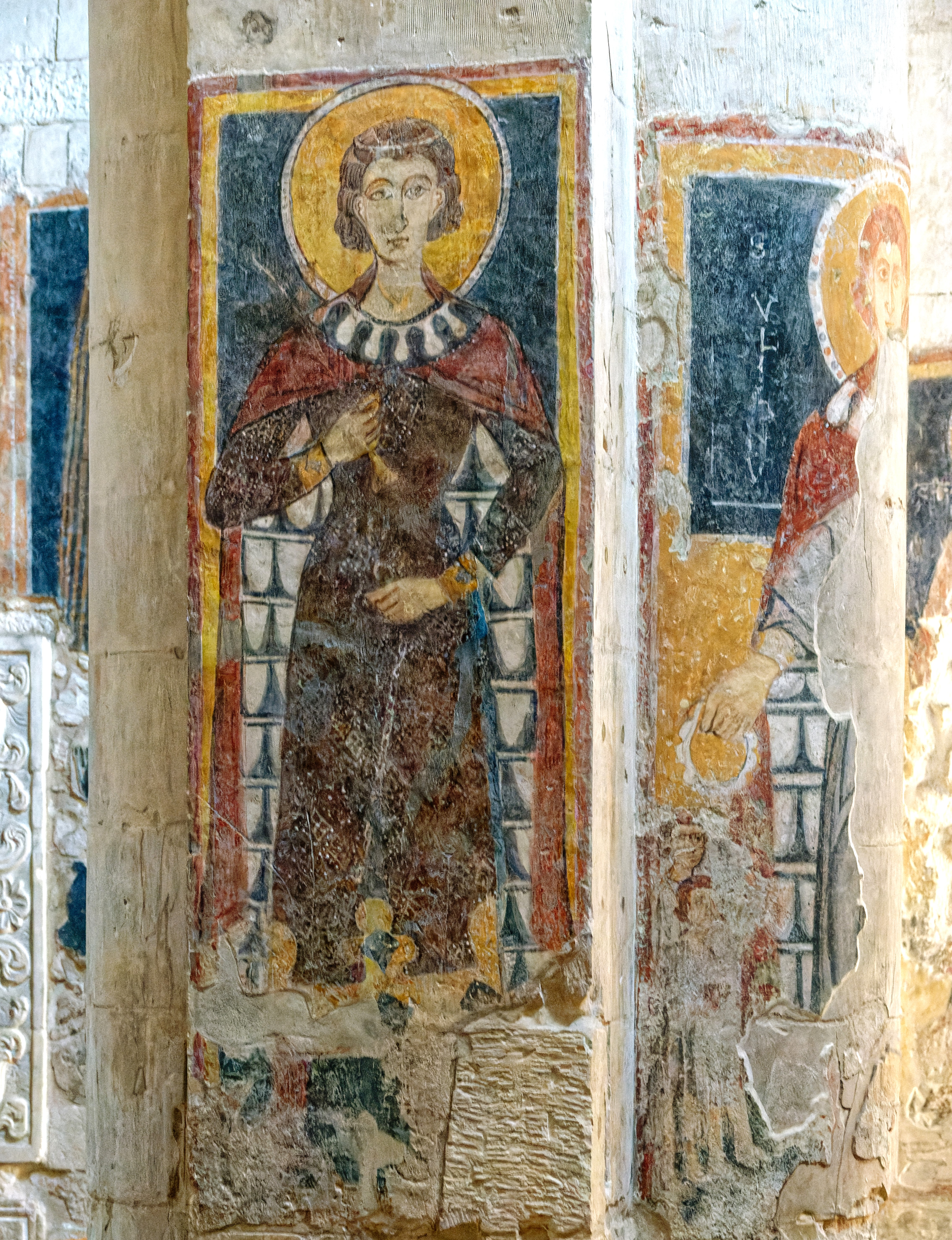
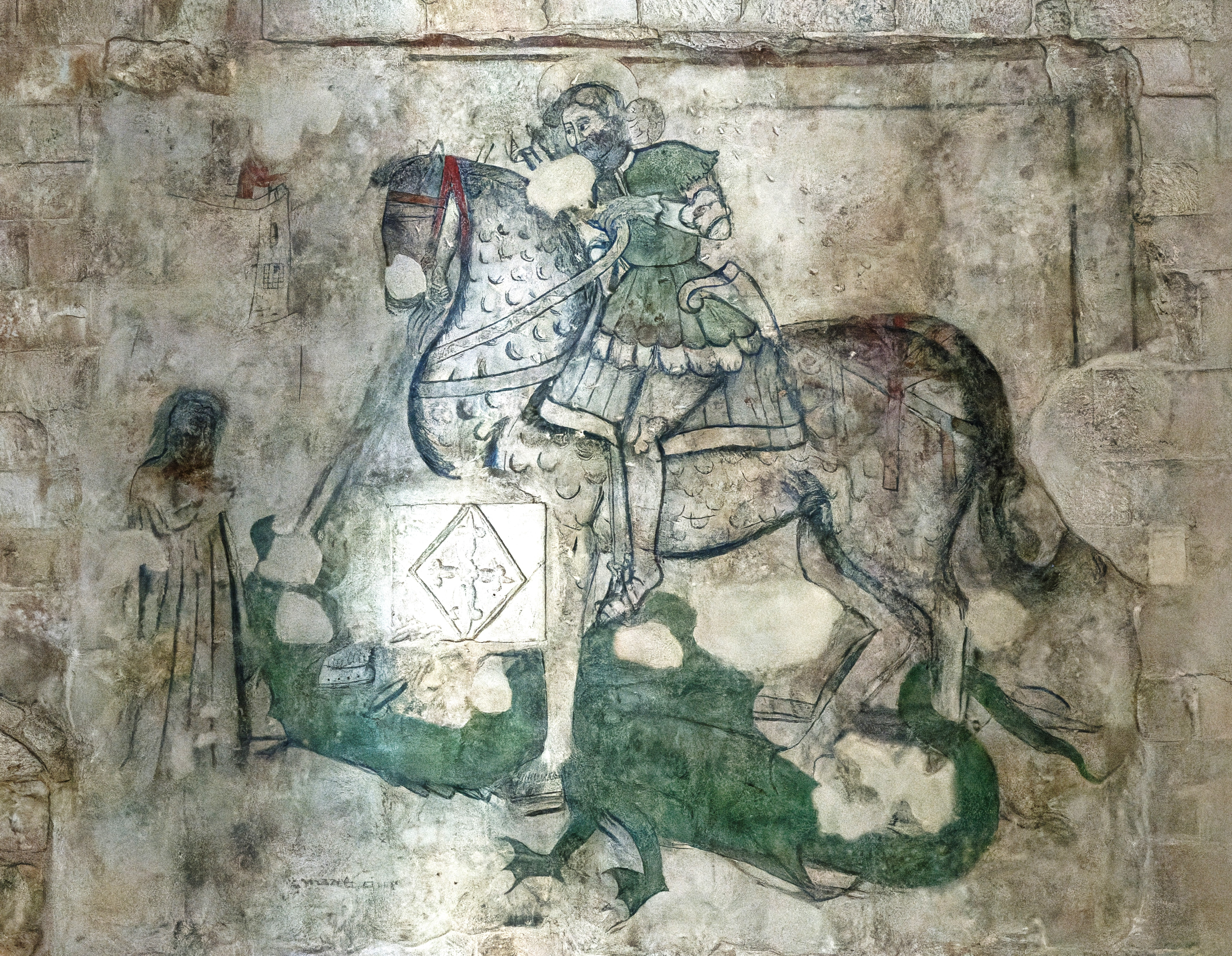
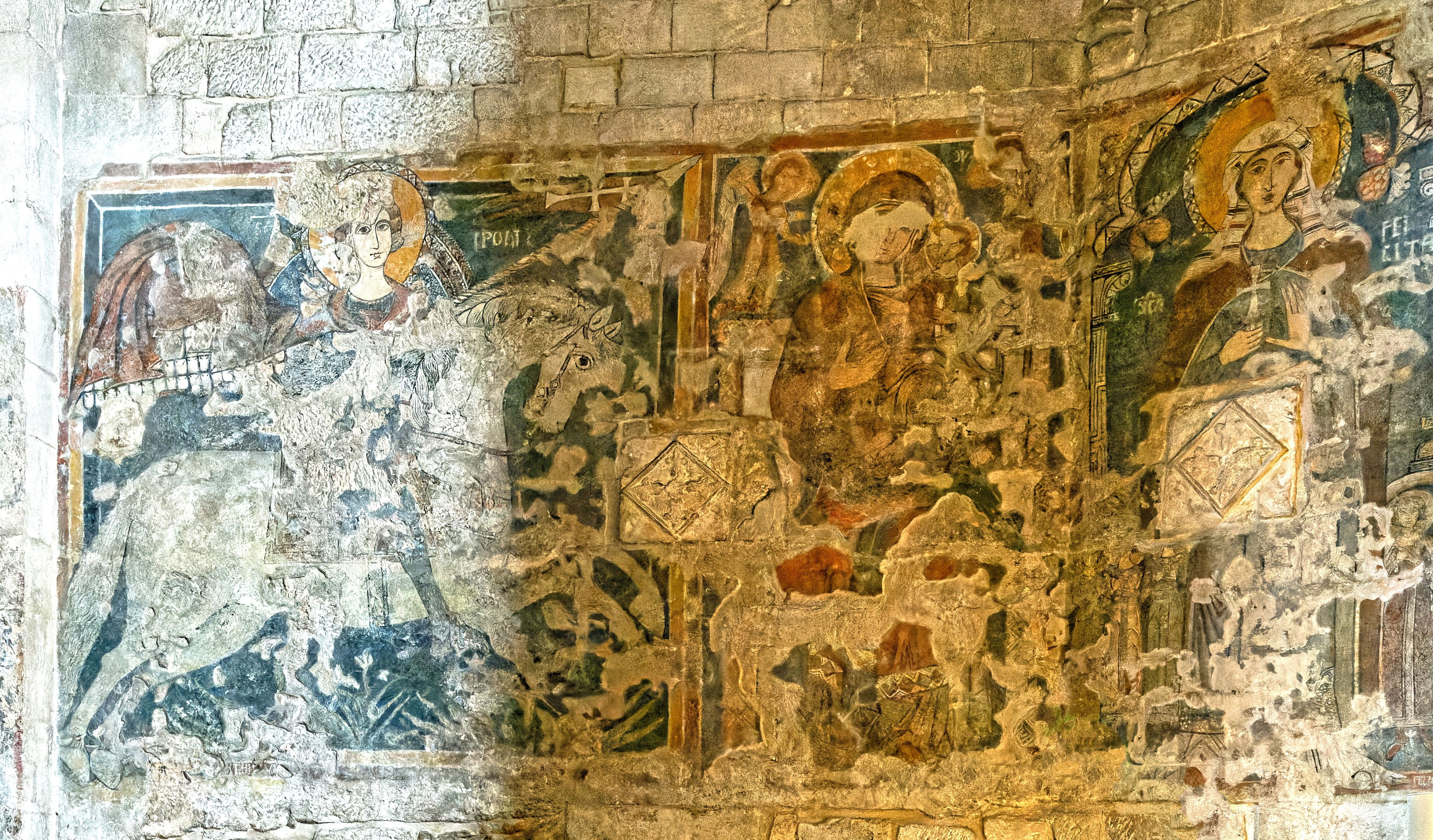
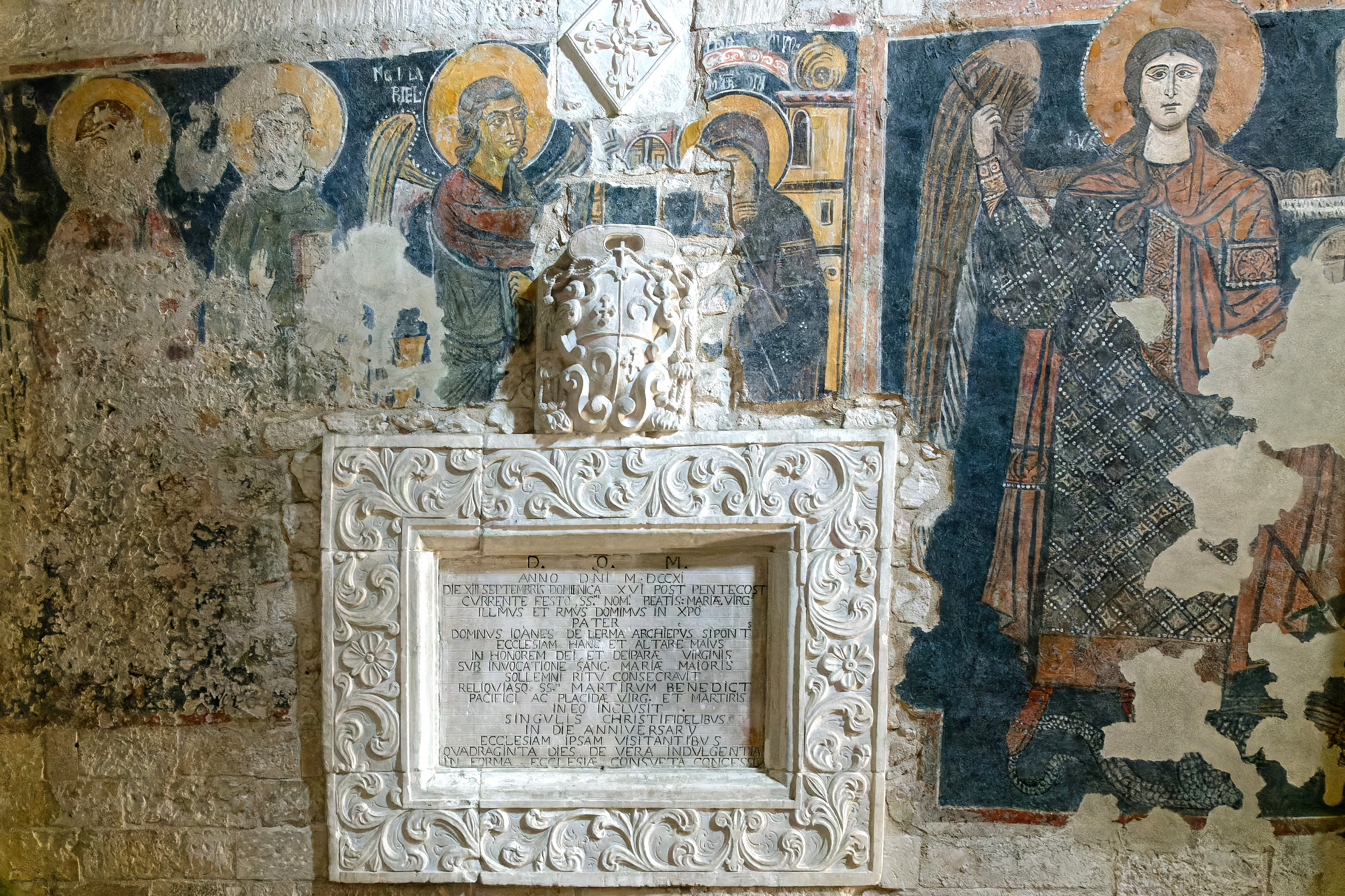
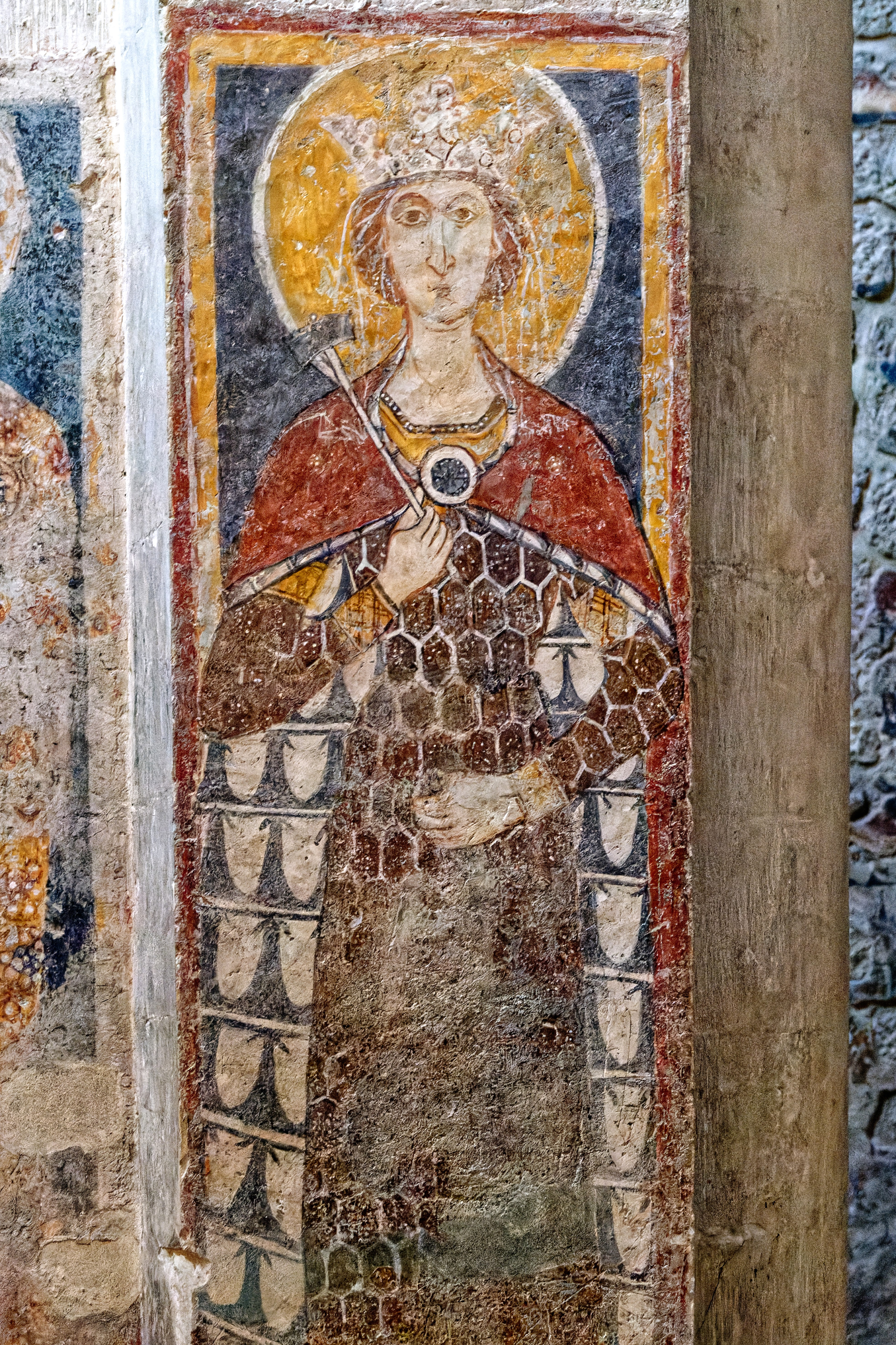
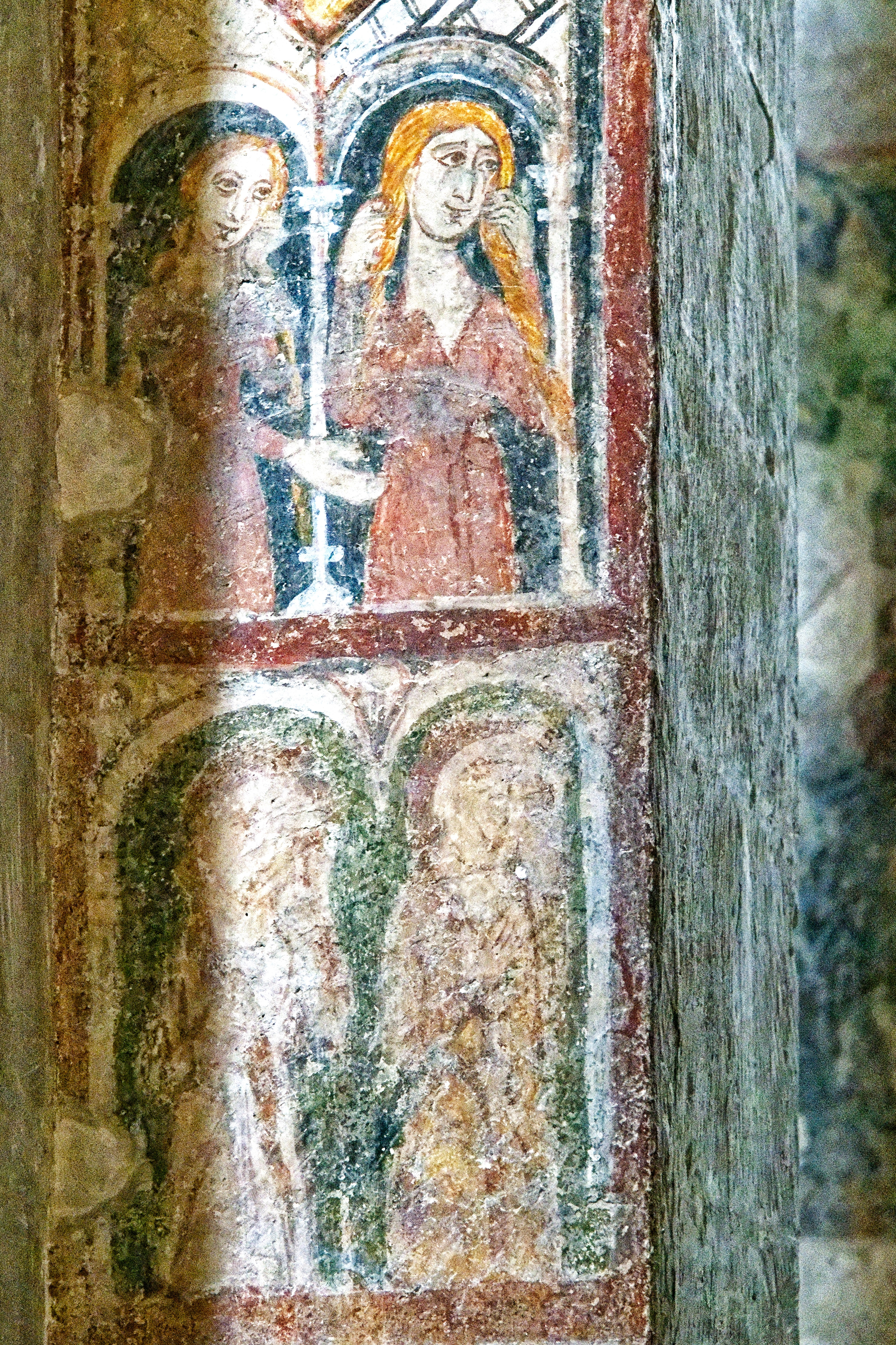
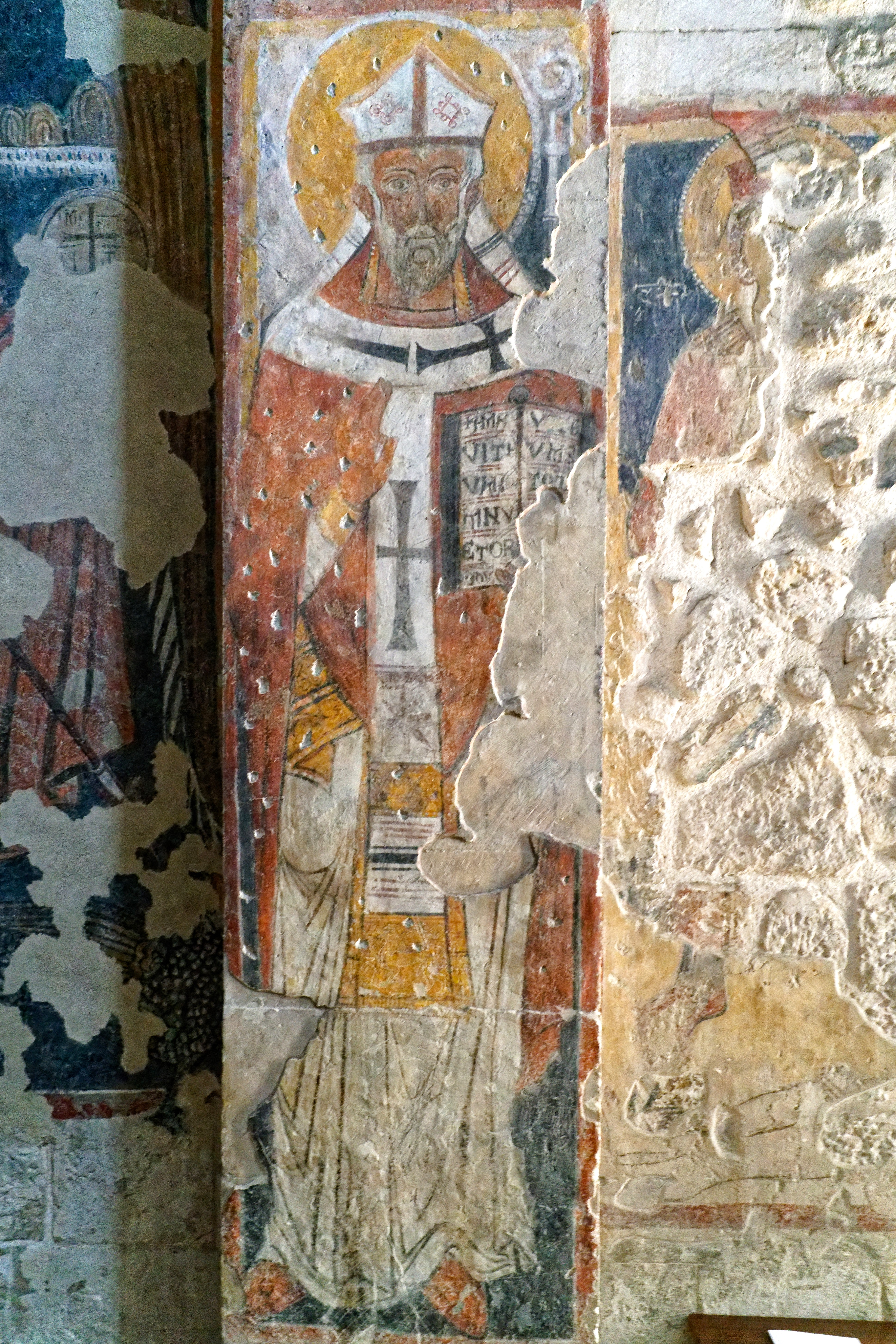
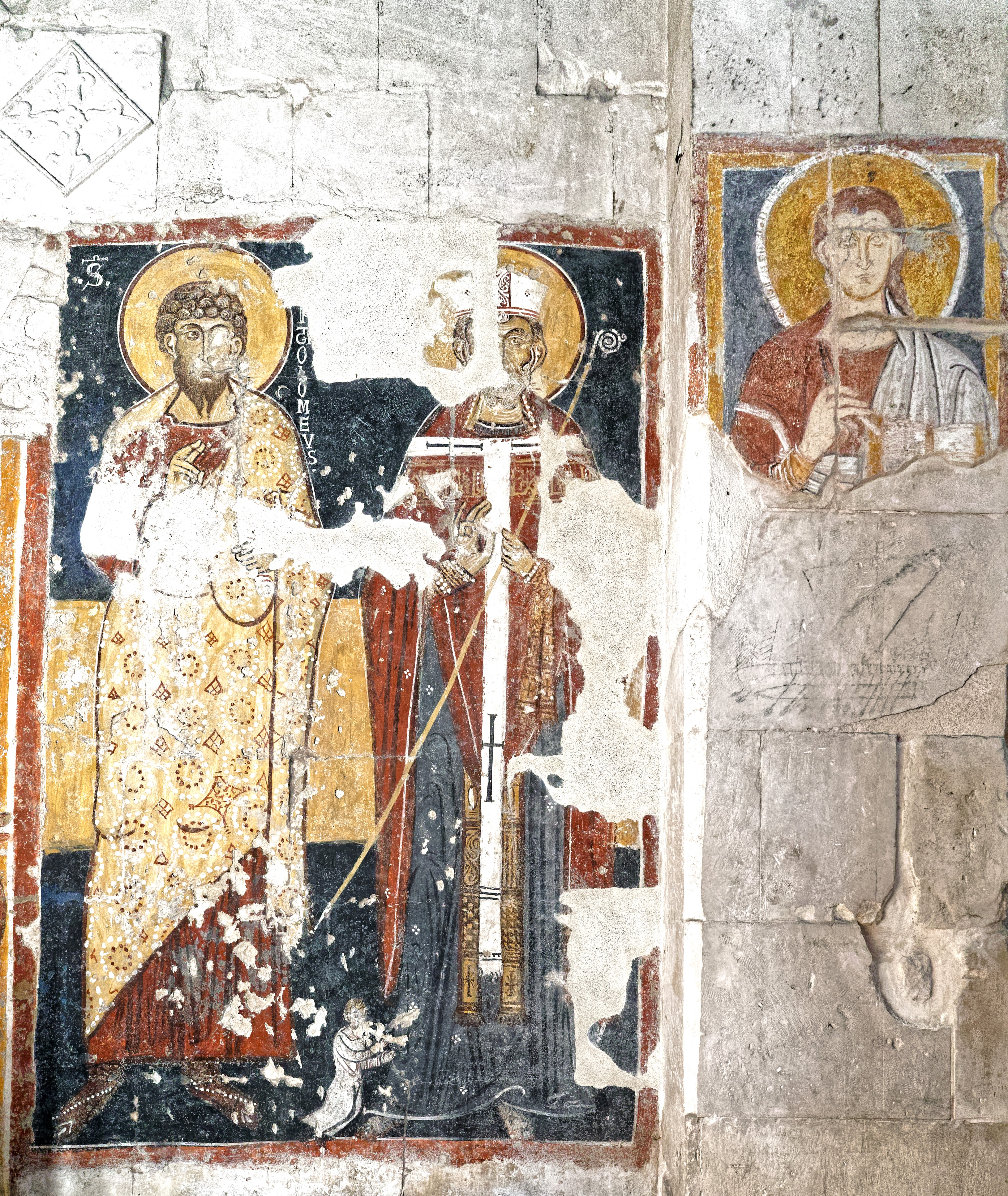